# Atílio Vivácqua
Atílio Vivácqua is een gemeente in de Braziliaanse deelstaat Espírito Santo. De gemeente telt 9.361 inwoners (schatting 2009).
De gemeente grenst aan Cachoeiro do Itapemirim, Itapemirim, Presidente Kennedy, Muqui en Mimoso do Sul.